# Јобат
Јобат (грч. Ιοβάτης, лат. Iobates) је краљ Ликије. Таст микенског краља Прета и јунака Белерофонта.

## Митологија
Кћерка Јобата, Антија, била је удата за микенског краља Прета, а када је њен муж пружио уточиште јунаку Белерофонту, покушала је да га заведе и када јој то, упркос њеној лепоти и шарму није успело, оптужила га је да је он заправо њу покушао да заведе, те тражила од свог мужа да га убије. Краљ Прет није хтео да у својој палати убије и казни свог госта, па га је послао код Антијениног оца Јобата, са запечаћеним писмом у коме му је написао шта је то Белерофонт урадио његовој кћерци и замолио га да га он казни.
Јобат је одлучио да не послуша свог зета и не убије свог госта, већ да му осмисли тешке задатке које овај неће испунити и где ће га снаћи сигурна смрт. Тако је захтевао да убије Химеру, чудовиште које је живело у близини главног града Ликије и која је убијала сваког ко се приближи њеном скровишту. Белерофонт је знао да ју је немогуће убити са земље, па јој је зато уз помоћ крилатог коња Пегаза, пришао из ваздуха, убио је и донео краљу Јобату.
Јобат је тада дао Белерофонту још неколико задатака, а када их је овај све испунио и избегао све клопке, уплашени Јобат је Белерофонту дао своју кћерку за жену, као и половину свог краљевства.